# 해롤드와 쿠마
《해롤드와 쿠마》(영어: Harold & Kumar Go to White Castle)는 2004년 개봉한 미국의 버디 코미디 영화이다. 절친 사이인 해럴드(존 조 분)와 쿠마(캘 펜 분)가 대마를 한 뒤 햄버거를 사먹기 위해 화이트 캐슬로 향하는 과정에서 겪는 일련의 소동을 그린다. 2002년 화이트 캐슬로부터 라이선스를 취득하였다.
평단으로부터 대체로 긍정 평가를 받았으며, 컬트 팬층이 형성되었다.
속편 《해롤드와 쿠마 2: 관티나모로부터의 탈출》(2008)로 이어진다.

## 줄거리
동료들 일을 떠맡은 너드 한국계 투자 은행가 해럴드, 의과 대학 면접을 일부러 망친 인도계 절친 쿠마는 함께 대마를 한다. 허기가 지자 둘은 완벽한 식사 거리를 찾다가 마침 화이트 캐슬 광고를 보고 가까운 뉴브런즈윅 지점에 가서 햄버거를 사먹기로 한다. 그러나 뉴브런즈윅 지점 자리엔 대신 버거 섁이 세워져 있고. 실망한 둘은 화이트 캐슬 체리힐 지점을 새로운 목표로 설정한다. 둘은 도중 프린스턴 대학교에 들려 재학생에게서 대마를 구하려다가 경비에게 쫓기고 파티를 연 한국계 학생들을 만나는 등 학내에서 다양한 소동을 겪는다.
잠시 차를 세우고 쿠마가 오줌을 누는 사이 광견병에 걸린 라쿤이 차에 숨어 들어와 해럴드를 깨문다. 쿠마는 해럴드를 병원에 데려갔다가 소속 의사인 아버지, 형과 마주친다. 쿠마는 의료용 대마를 훔치려고 아버지와 형의 신분증 배지를 슬쩍한 뒤 형으로 오인을 받아 총상 환자를 수술하게 된다. 병원엔 의료용 대마가 없는 것으로 드러나고, 수술이 성공한 뒤 환자는 화이트 캐슬로 가는 길을 알려준다.
쿠마는 운전 중 극장 앞에서 해럴드가 좋아하는 이웃 마리아를 발견하자 해럴드가 마리아와 대화를 나누게 해 주려고 마리아의 주의를 끌기 시작한다. 하지만 당황한 해럴드는 손으로 가속 페달을 눌러 차를 출발시키고, 차는 내리막길을 질주한 끝에 타이어가 나간다. 이때 견인차 운전자 프리크쇼가 나타나 차를 수리해 주겠다며 둘을 본인 집으로 데려간다. 프리크쇼의 아내가 스리섬을 제안하자 두 사람은 흥분하지만 프리크쇼가 나타나 포섬을 원하자 기겁하여 수리된 차를 타고 도망친다.
쿠마는 해럴드의 반대에도 불구하고 히치하이킹을 시도하는 남자를 태우고, 이는 유명 배우 닐 패트릭 해리스로 드러난다. 엑스터시에 취한 닐은 해럴드와 쿠마가 길을 물으려고 편의점에 들린 사이 차를 훔쳐 달아난다. 둘은 극한 스포츠를 즐기는 불량배들이 편의점 점장을 괴롭히는 걸 보자 이들을 피해 차 도난 신고를 하기로 한다. 그러나 둘은 길 건너 공중 전화에 가려고 무단 횡단을 시도하던 중 백인 경찰에게 걸리고 만다. 경찰이 인종 차별 언사를 내뱉으며 위협하자 쿠마가 항의하고, 일을 조용히 끝내고 싶어서 계속 쿠마를 말리던 해럴드는 쿠마에게 주먹을 날리려다가 실수로 경찰을 때리는 바람에 유치장에 갇힌다. 쿠마는 911에 전화해 총격 사건이 일어난 척 가짜 신고를 하여 경찰의 주의를 돌리고 해럴드를 빼낸다.
둘은 마침 탈출한 치타를 발견하고 함께 대마를 한 뒤 치타의 등에 올라탔다가 정반대 방향에 남겨진다. 둘은 한 핫도그 가게 앞에서 예의 극한 스포츠 불량배들을 다시 마주치고, 불량배들이 또 둘을 괴롭히자 분노한 해럴드는 이들의 트럭을 훔쳐탄다. 속력을 낸 트럭을 경찰이 뒤쫓아오고, 도망 끝에 트럭은 벼랑 가장자리에 걸려 버린다. 바로 아래에 화이트 캐슬이 보이자 둘은 트럭에 실려 있던 행글라이더를 타고 화이트 캐슬에 도착한다.
주문을 하려다가 돈이 없는 걸 깨닫고 좌절한 순간 닐이 나타나 사과의 의미로 햄버거 값을 대신 내준다. 쿠마는 자신이 인도계에 대한 고정 관념을 답습하기 싫어 의사가 되는 걸 두려워했다는 걸 깨닫는다. 한편 해럴드는 고객들을 만날 일이 있다며 일을 떠넘겼던 동료들이 여자들을 끼고 나타난 걸 발견하고 두 번 다시 이런 일을 벌인다면 상사에게 보고해 해고되게 만들겠다고 경고한다.
아파트로 돌아온 해럴드는 마리아에게 고백하고 두 사람은 입을 맞춘다. 해럴드가 이 사실을 쿠마와 공유하며 마리아가 암스테르담으로 떠났다가 10일 후에 돌아올 예정이라고 말하자 쿠마는 네덜란드에서는 대마가 합법이라는 점을 언급하며 같이 암스테르담으로 마리아를 쫓아가자고 한다.

## 출연진
- 존 조 - 해럴드 리 역
- 캘 펜 - 쿠마 퍼텔 역
- 파울라 가르세스 - 마리아 퍼레즈 역
- 닐 패트릭 해리스 - 허구화된 본인 역
- 데이비드 크럼홀츠 - 세스 골드스틴 역
- 에디 케이 토머스 - 앤디 로젠버그 역
- 크리스토퍼 멀로니 - 랜디/프리크쇼 역
- 라이언 레이놀즈 - 수술실 간호사 역
- 프레드 윌러드 - 윌러비 의사 역
- 앤서니 앤더슨 - 버거 섁 직원 역
- 브룩 도세이 - 클러리사 역
- 케이트 켈턴 - 크리스티 역
- 스티브 브라운 - 콜 역
- 로버트 팅클러 - J.D. 역
- 조던 프렌티스 - 거대한 대마 봉지 역
- 보비 리 - 케네스 박 역
- 말린 오케르만 - 리앤 역
- 숀 머점더 - 사이캣 퍼텔 역
- 도브 티펀백 - 브래들리 토머스 역
- 게리 앤서니 윌리엄스 - 터릭 잭슨 역
- 보이드 뱅크스 - 응급실 환자 역
- 제이미 케네디 - 소름끼치는 남자 역 (크레디트 미기재)
- 이선 엠브리 - 빌 카버 역

## 기타 제작진
- 공동 제작: J. 마일스 데일
- 배역: 커샌드라 쿨루컨디스
- 미술: 스티브 로즌즈와이그
- 의상: 앨릭스 캐버나